# Морска норка
Морска норка (Neovison macrodon) е изчезнал вид морски бозайник от семейство Порови (Mustelidae).

## Разпространение
Видът е обитавал източното крайбрежие на Северна Америка.